# 心臟舒張
心臟舒張又稱舒张期（英語：Diastole，/daɪˈæstəli/，dy-AST-ə-lee）是心动周期中的一個阶段，此時心腔（心室）内压降低，静脉血液會回流入心脏。如果心室内压越低，静脉血液流回心室的速度也就越快。與心臟舒張相對的是心臟收縮。